# Aire d'attraction d'Aurillac
L'aire d'attraction d'Aurillac est un zonage d'étude défini par l'Insee pour caractériser l’influence de la commune d'Aurillac sur les communes environnantes. Publiée en octobre 2020, elle se substitue à l'aire urbaine d'Aurillac, qui comportait 51 communes dans le zonage de 2010.

## Définition
L'aire d'attraction d'une ville est composée d’un pôle, défini à partir de critères de population et d’emploi ainsi que d’une couronne constituée des communes dont au moins 15 % des actifs travaillent dans le pôle. Le pôle d’attraction constitue ainsi un point de convergence des déplacements domicile-travail,.

## Géographie
L’aire d'attraction d'Aurillac est une aire inter-régionale qui comporte 85 communes : 84 situées dans le Cantal et 1 dans le Lot (Labastide-du-Haut-Mont). 

### Carte

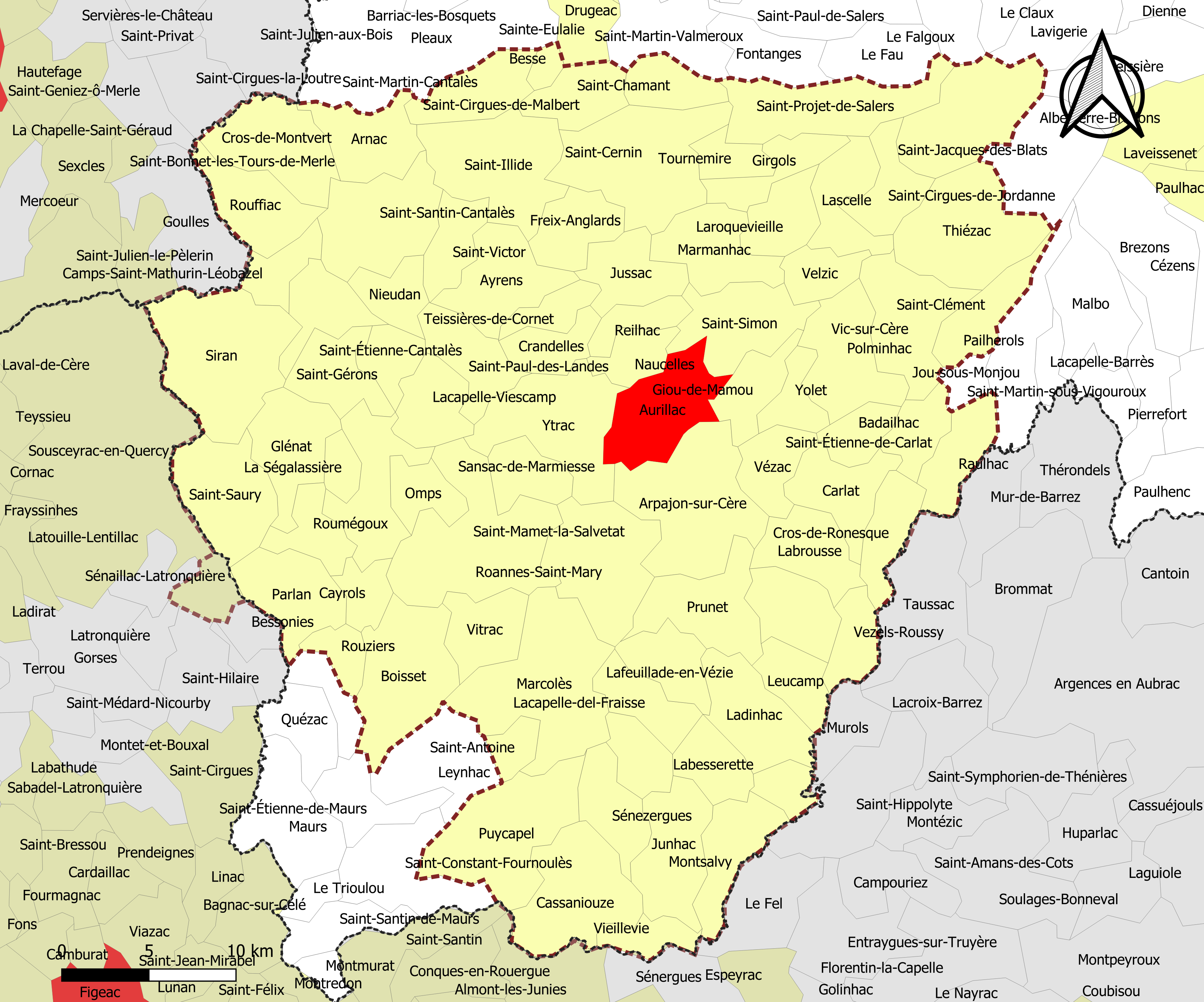
Carte de l'aire d'attraction d'Aurillac.
Commune-centre
Commune de la couronne

### Composition communale
| Catégorie               | Département | Communes | Communes |
| Catégorie               | Département | Nombre   | Libellé |
| ----------------------- | ----------- | -------- | --- |
| Commune-centre          | Cantal      | 1        | Aurillac. |
| Communes de la couronne | Cantal      | 83       | Arnac, Arpajon-sur-Cère, Ayrens, Badailhac, Boisset, Puycapel, Carlat, Cassaniouze, Cayrols, Crandelles, Cros-de-Montvert, Cros-de-Ronesque, Freix-Anglards, Giou-de-Mamou, Girgols, Glénat, Junhac, Jussac, Labesserette, Labrousse, Lacapelle-del-Fraisse, Lacapelle-Viescamp, Ladinhac, Lafeuillade-en-Vézie, Lapeyrugue, Laroquebrou, Laroquevieille, Lascelle, Leucamp, Mandailles-Saint-Julien, Marcolès, Marmanhac, Montsalvy, Montvert, Naucelles, Nieudan, Omps, Parlan, Polminhac, Prunet, Raulhac, Reilhac, Roannes-Saint-Mary, Rouffiac, Roumégoux, Rouziers, Saint-Antoine, Saint-Cernin, Saint-Chamant, Saint-Cirgues-de-Jordanne, Saint-Cirgues-de-Malbert, Saint-Clément, Saint-Étienne-Cantalès, Saint-Étienne-de-Carlat, Saint-Gérons, Saint-Illide, Saint-Mamet-la-Salvetat, Saint-Martin-Cantalès, Saint-Paul-des-Landes, Saint-Projet-de-Salers, Saint-Santin-Cantalès, Saint-Saury, Saint-Simon, Saint-Victor, Sansac-de-Marmiesse, Sansac-Veinazès, La Ségalassière, Sénezergues, Siran, Teissières-de-Cornet, Teissières-lès-Bouliès, Thiézac, Tournemire, Velzic, Vézac, Vezels-Roussy, Vic-sur-Cère, Vieillevie, Vitrac, Yolet, Ytrac, Le Rouget-Pers, Besse. |
| Communes de la couronne | Lot         | 1        | Labastide-du-Haut-Mont. |

## Démographie
Cette aire est catégorisée dans les aires de 50 000 à moins de 200 000 habitants, une catégorie qui regroupe 18,4 % de la population au niveau national,.
| 1968   | 1975   | 1982   | 1990   | 1999   | 2006   | 2011   | 2016   | 2022   |
| ------ | ------ | ------ | ------ | ------ | ------ | ------ | ------ | ------ |
| 73 388 | 76 625 | 77 785 | 78 484 | 77 249 | 78 045 | 77 439 | 77 419 | 77 993 |